# Церковь Святой Афры (Берлин)
Це́рковь Свято́й А́фры (нем. Kirche Sankt Afra) — католическая церковь в берлинском районе Гезундбруннен, относящемся к округу Митте. Неоготическое здание по адресу улица Граунштрассе, дом 31 было построено в 1897—1898 годах по проекту архитекторов Карла Морица (нем. Carl Moritz) и Я. Вельца (нем. J. Welz). Комплекс зданий аббатства Св. Афры, во дворе которого расположена церковь, является памятником архитектуры.

## История и описание
В 1882 году католическая конгрегация сестер Святой Елизаветы получило в своё распоряжение монастырь Святой Афры Аугсбургской в берлинском районе Моабит. Когда данное здание стало слишком тесным — в 1898 году — новый обширный комплекс был построен в районе Веддинг; в финансирование строительства значительный вклад внесла семья Фридриха Карла фон Савиньи. В 1903 году из общины Святой Афры выделился приход при церкви Сердца Христова в районе Пренцлауэр-Берг. В 1907 году община Святой Афры получила независимость (нем. Pfarrkuratie), а в 1921 — стала отдельным приходом; три года спустя покровителем общины стал Святой Августин.
В 1928 году в округе Парков была освящена церковь Святого Августина и община разделилась; после возведения Берлинской стены часть прихожан церкви Святого Августина, оказавшихся в Западном Берлине, вернулась в общину Афры. Поскольку число членов общины существенно сократилось, в 1971 году они образовали общий приход с католиками церкви Святого Себастьяна в районе Гезундбруннен — семь лет спустя произошло окончательное объединение двух приходов. В 1996 году конгрегация сестер Святой Елизаветы окончательно покинула церковь, а десять лет спустя здание стало собственностью Института Святого Филиппа Нери (ISPN) — который к 2008 году завершил приобретения всего комплекса зданий. С тех пор в церкви проводятся службы по Тридентскому чину.